# 1994年のラジオ (日本)
1994年のラジオ (日本)では、1994年の日本のラジオ番組、その他ラジオ界の動向について記す。

## 主な番組関連の出来事

### 3月
- 月末 - TBSラジオの『嶌と勇の明快!シマダス』が終了。1978年度以降、共同石油→日鉱共石→ジャパンエナジーがナイターオフ期間の平日で16シーズンにわたってスポンサー提供を続けた枠が廃止。

### 4月
- 5日（4日深夜） - ニッポン放送のオールナイトニッポン月曜2部で『ナインティナインのオールナイトニッポン』を放送開始（ - 2014年9月26日＝25日深夜に一時終了後、2020年5月15日＝14日深夜に再開）。

### 7月
- 8日（7日深夜） - 『ナインティナインのオールナイトニッポン』が木曜1部に昇格。

### 10月
- 22日 - TBSラジオの『ヒロミのざけんじゃナイト』が開始（ - 1995年3月）。当番組より、ナイターオフ期間のJOMO提供枠がこれまでの平日10分枠から土曜の1時間枠へ変更。

## 主なその他ラジオ関連の出来事

### 10月
- 1日
  - エフエム東京（TOKYO FM）がFM文字多重放送「見えるラジオ」の本放送を開始[1]。
  - ラジオ関西、「AM KOBE 558」の愛称を使用開始[1]。

## 開局

### 民間放送局
- 4月1日 - エフエム栃木

### コミュニティーFM局
- 3月15日 - 浜松エフエム放送（FM Haro!）
- 3月31日 - エフエムサン
- 7月1日 - 湘南平塚コミュニティ放送（FM湘南ナパサ）
- 7月15日 - エフエム新津（RADIO CHAT）
- 11月1日 - エフエムくしろ
- 12月3日 - 横須賀エフエム放送（FM・ブルー湘南）
- 12月23日 - おびひろ市民ラジオ（FM WING）
- 12月24日
  - エフエムおびひろ（FM-JAGA）
  - 鎌倉エフエム放送

## 特別番組

### 7月放送
- 28日 - クイズで発進!かんくう探検隊（ラジオ大阪）[2]

## 開始番組

### 1994年1月放送開始
東海ラジオ
- 開始日不明 - 山寺宏一のGAP SYSTEM

### 1994年4月放送開始
NHKラジオ第1放送
- 4日
  - おはようラジオセンター
  - アラウンド日本
- 10日 - 日曜討論

NHKラジオ第2放送
- 4日
  - 基礎英語1
  - 基礎英語2
  - 基礎英語3
  - 英会話入門

NHK-FM放送
- 8日 - ミュージック・パイロット
- 9日
  - DJショー
  - クラシック・ファンタジー

茨城放送
- 4日
  - 朝からおじゃまします!
  - 阿部重典の元気マーケット
- 7日 - もっきん館
- 9日 - 恭ノ介の天下御免

TBSラジオ
- 11日 - 週刊有線カウントダウン
- 開始日不明
  - 清水圭のガッコーの人気者
  - 宮川賢の深夜ビタミン族

文化放送
- 開始日不明
  - (有) さだまさし大世界社
  - Come on FUNKY Lips!
  - 電撃大賞

ニッポン放送
- 4日 - ナインティナインのオールナイトニッポン
- 5日 - YUKIのオールナイトニッポン
- 10日
  - 内田有紀 夜空にYOU KISS!
  - 古田新太と犬山犬子のサンデーおちゃめナイト
- 開始日不明
  - TOKIOナイトCLUB
  - 入江雅人のGo!Go!テレキッズ

CBCラジオ
- 4日 - メディアキング電波ファイター
- 開始日不明 - GiRL POP SLASH

東海ラジオ
- 開始日不明 - アニキンFREEDOM

ラジオ大阪
- 3日 - OBCドラマティック競馬

ラジオ関西
- 開始日不明
  - ニュース22
  - おはようラジオ朝一番

RADIO BERRY
- 2日 - RADIO BERRY WEEKEND REQUEST

TOKYO FM
- 2日
  - TOYOTA WEEKLY ALBUM TOP10
  - 中島みゆき お時間拝借
  - 電撃パラダイス
- 4日 - ラジ王
- 開始日不明
  - カウントダウンステーション
  - よゐこと麻衣子のおたっくすくらぶ・チベそろ
  - TRFコーク・イントゥ・ザ・グルーヴ
  - NISSAN HIT POP JAPAN

FMとやま
- 開始日不明 - 気ままプラン

FM愛知
- 開始日不明 - 合点!太巻天狗

FM大阪
- 開始日不明 - RADIO EASY

広島エフエム
- 開始日不明 - J-POP SUPER COUNTDOWN

FM香川
- 開始日不明 - 21st.keynote

FM沖縄
- 6日 - サタデーナイトは土〜するべき!?

JFNC
- 開始日不明
  - デイブレイク J-POPS
  - まんたんMUSIC

α-STATION
- 開始日不明
  - RADIANT MORNING
  - α-IMAGE ARTIST PROGRAM
  - α-SWEET CAFÉ
  - α-MONTHLY COLORS
  - MAGICAL STREAM

### 1994年7月放送開始
TBSラジオ
- 2日 - 平尾昌晃 マイソングマイウェイ

ラジオ大阪
- 4日 - ラジオよしもと むっちゃ元気!

### 1994年8月放送開始
CBCラジオ
- 1日 - いくよ・くるよのもうかりまっか?

α-STATION
- 5日 - NEO SWING

### 1994年9月放送開始
東海ラジオ
- 3日 - 小枝のめちゃええかんじ

### 1994年10月放送開始
STVラジオ
- 10日 - 船守さちこのスーパーランキング

TBSラジオ
- 3日 - 恋する電リクBINGO BONGO
- 4日 - ダントツ林の午後はどーんとマインド!
- 15日 - 土曜裏ワイド宮川賢のラジオはナメるな
- 22日 - ヒロミのざけんじゃナイト
- 開始日不明
  - 桂三枝のチキチキ王国
  - 飯島愛のラブマゲドン
  - サンデー強啓 本日発売

文化放送
- 10日 - KinKi Kids どんなもんヤ!（後の「DOMOTOのどんなもんヤ!」）
- 開始日不明 - 広井王子のマルチ天国

ニッポン放送
- 3日
  - 加トちゃんのビバノンラジオ全員集合
  - 瀬戸朝香 せーとー派宣言
- 8日 - 後藤鮪郎の正義のラジオ!ジャンベルジャン!
- 開始日不明
  - TOYOTA 飛び出せ街かど天気予報
  - ヨッ!お疲れさん
  - 夜のおもちゃ ぜんじろげっ!

朝日放送
- 開始日不明 - 立原啓裕の噂のダイヤル1008

MBSラジオ
- 10日 
  - すみからすみまで愛なのね
  - なにはなくとも野村啓司です

ラジオ関西
- 14日 - カントリーミュージックトラベル
- 開始日不明 - AM KOBE ラジオべんべけべん!

中国放送
- 15日 - 山野秀子のちいさなパティオ

西日本放送
- 3日 - さわやかラジオ かめばかむほど

RKB毎日放送
- 3日 - 今夜も大勉強!
- 開始日不明 - 栗田善成・福地高子のちょっとアブナイ夜がきた!

民放AM各局
- 開始日不明
  - 歌めぐり風だより
  - Beatles My Life

TOKYO FM
- 1日
  - おはようSMAP
  - THE GOLDEN HITS

JFNC
- 開始日不明 - ASIAN WALK

FM-FUJI
- 2日 - ROCKADOM

### 開始日不明
和歌山放送
- 痛快! アニメジオ

ラジオ沖縄
- 大嶺正廣のふるさとさん

## 終了番組

### 1994年3月放送終了
TBSラジオ
- 終了日不明 - 嶌と勇の明快!シマダス

### 1994年4月放送終了
文化放送
- 2日 - さだまさしのセイ!ヤング

### 1994年12月放送終了
TOKYO FM
- 終了日不明 - American Top 40